# Hirithalalu, Holenarsipur
Hirithalalu là một làng thuộc tehsil Holenarsipur, huyện Hassan, bang Karnataka, Ấn Độ.